# اچ‌دی ۱۹۱۹۸۴
اچ‌دی ۱۹۱۹۸۴ یک ستاره است که در صورت فلکی عقاب قرار دارد.